# Molly Maguires
 (avril 2025).
Motif : texte incompréhensible et sans ponctuation
Les Molly Maguires étaient les membres d'une société secrète irlandaise. Les « Mollies » étaient présents dans les mines de charbon de Pennsylvanie aux États-Unis depuis la période de la guerre de Sécession jusqu'à une série d'arrestations et des procès entre 1876 et 1878. Cette société secrète est née en Irlande, parmi les métayers luttant contre l’exploitation par leurs propriétaires. La répression de tout syndicalisme par les propriétaires des mines provoqua une vague de sabotages et d’agressions contre l’encadrement.

## Histoire
Les Molly Maguires ont été principalement actifs dans la région minière de Schuylkill (Pennsylvanie) dans la seconde moitié du XIXe siècle. Les conditions de vie des y mineurs sont assez misérables : plusieurs centaines sont tués ou gravement blessés à Schuylkill, les enfants de 7 à 16 ans reçoivent moins de 3 dollars par semaine pour trier le charbon, les adultes sont rémunérés à la tonne extraite et donc soumis à une grande pression, et la plupart des habitations des mineurs sont possédées par les compagnies minières. Les éventuels grévistes s'exposent ainsi non seulement à la perte de leur emploi, mais aussi de leur logement. La grève et l'action syndicale étant impossibles, la seule forme de lutte envisageable devient l'affaire de ceux prêts à exercer secrètement des actions violentes contre le patronat et les surveillants. Les Molly Maguires auraient ainsi fait leur première apparition en 1857.

### La dépression de 1873 et la répression des grèves
Avec la dépression de 1873 les conditions de vie des mineurs se dégradent encore davantage. Leurs salaires passent de 18,20 dollars par semaine en 1869 à 9,20 en 1877 ; beaucoup sont considérablement endettés auprès de leur compagnie qui, après déduction du prix des outils, de l'alimentation et du loyer leur remet souvent des bulletins de paye négatifs. Une grève est alors déclenchée : 26 mineurs sont arrêtés et incarcérés pour association de malfaiteurs. Les compagnies font également interdire le syndicat des mineurs par les tribunaux. Dans un rapport ultérieur à ses actionnaires, Franklin B. Gowen, le président de la Reading Company, indiquera avoir dépensé 4 millions de dollars pour briser la grève. Les Molly Maguires ripostent en sabotant la production et en incendiant des bureaux. En raison de ces événements Gowen obtient l'intervention de la milice de l’État ; avec l'aide de cette dernière et de l'agence Pinkerton, il fait disperser les rassemblements ouvriers et trois dirigeants syndicaux seront assassinés (par l'agence Pinkerton ou par des tueurs engagés par Gowen). Un agent des Pinkerton, James McParland, s'infiltre au sein de la société secrète et dénonce 347 Mollies présumés.

### Répression des Molly Maguires
La preuve que les Molly Maguires étaient responsables de crimes et d'enlèvements aux États-Unis repose en grande partie sur les allégations de Franklin Gowen et de l'agent James McParland. Les journaux mènent par ailleurs une intense campagne de criminalisation des grévistes et des Molly Maguires. Au terme du procès, le jury, comprenant des membres de milices anti-ouvrières et anti-irlandaises, condamne vingt mineurs à la pendaison et des dizaines d'autres à des peines de prison. Les molly maguires ont également été accusés d’avoir commis de nombreux passages à tabac et actes de sabotage industriel quoi de plus les irlandais et la pennsylvanie ont été responsables de 30 de tous les homicides même s’ils ne constituaient qu’un cinquième de la population de l’état nativisme et pauvreté pourrait peut-être expliquer la violence des immigrants irlandais si ce n’était du comportement irlandais sur la côte ouest nativisme et antiirlandais sentiment au cours de cette période a été largement confiné à l’est des États-Unis dans les états de l’ouest irlandais immigrants ont également eu tendance à s’en tirer beaucoup mieux en termes d’argent et de pouvoir par exemple en 1849 le chef de police de san francisco était un catholique irlandais et nommé par hommes d’affaires de la ville en contraste la veille de toute la nuit de la police de la ville de Boston a démissionné lorsque le premier irlandais a été autorisé à rejoindre la force en 1851 pourtant nous voyons encore des preuves de la violence des immigrants irlandais dans des endroits comme san francisco 60 de tous ceux pendus dans la ville pendant les années 1850 étaient des Irlandais bien qu’ils ne représentent que 15 de la population il semble aussi que les Irlandais étaient surreprésentés dans le système carcéral californien constituant environ 25 pour cent de tous ceux incarcérés pour homicide et puis en l’absence de gangs nativistes pour le combattre. Il semble que les Irlandais aient choisi les Chinois comme nouveaux rivaux, comme d’habitude, en raison de la concurrence dans une certaine industrie, cette fois-ci en raison de deux pour cent de tous les homicides survenus au cours du 19e siècle à San Francisco. alors pourquoi les irlandais étaient si violents en Amérique études comparatives de l’île de l’Irlande à l’époque révélé être l’un des pays les plus pacifiques en Europe avec un taux d’homicide relativement faible de 2 pour 100 000. la pauvreté et l’antagonisme des éléments nativistes ne sont pas des explications probables puisque l’expérience irlandaise des deux différait largement il y a aussi le fait que bien que la plupart des immigrants irlandais soient pauvres ils étaient nettement mieux aux États-Unis qu’en Irlande où il y avait très réelle chance qu’ils pourraient mourir de faim cela nous amène à deux autres facteurs qui sont souvent négligés migration chaîne et le fait que l’Irlande n’envoyait pas son meilleur dans le processus de migration chaîne typiquement un homme d’une famille irlandaise voyagerait à une ville américaine s’y établir financièrement avant d’envoyer de l’argent à la maison de sorte que le reste de sa famille pourrait suivre une estimation de 250 millions de dollars a été envoyé à l’Irlande entre 1850 et 1900 pour cette raison même et autant de la moitié de toute l’immigration irlandaise a eu lieu de cette façon et bien sûr si plus les hommes irlandais que les femmes et les enfants voyageaient aux États-Unis ce qui aurait une incidence considérable sur le rapport entre les hommes et les femmes et donc sur le taux de violence et de criminalité.

## Postérité dans la culture populaire
Sir Arthur Conan Doyle s'est inspiré des Molly Maguires pour son livre La Vallée de la peur où il relate le démantèlement d'une organisation similaire.
Le film de 1970, Traître sur commande, de Martin Ritt avec Sean Connery et Richard Harris (titre original : The Molly Maguires) est consacré à ce mouvement ouvrier.
Le groupe irlandais The Dubliners a écrit une chanson intitulée "The Molly Maguires".